# Seznam členů Zastupitelstva města Kroměříže od roku 1990
Seznam členů Zastupitelstva města Kroměříže od roku 1990 uvádí jména osob, zvolených od roku 1990 do zastupitelstva města Kroměříž v komunálních volbách, období jejich působení v zastupitelstvu a příslušnost k politické straně nebo hnutí.
První komunální volby po pádu komunistického režimu v roce 1989 se uskutečnily ve dnech 23. a 24. listopadu 1990 a v Kroměříži z nich vzešlo 30členné zastupitelstvo. Od té doby se konaly další komunální volby v čtyřletých cyklech v letech 1994, 1998, 2002, 2006, 2010, 2014, 2018 a 2022, přičemž od roku 1994 čítá kroměřížské zastupitelstvo 27 členů. Celkem v něm od prvních voleb v roce 1990 prozatím (k březnu 2023) zasedlo 127 zastupitelů.

## Seznam zvolených členů Zastupitelstva města Kroměříže od roku 1990
Ing. Jaroslav Adamík 24. 11. 1990 – 23. 9. 2022 (1990: KSČ, 1994-2018: KSČM)
Marek Andrýsek od 24. 9. 2022 (2022: SPD)
MUDr. Aleš Bednář 21. 10. 2006 – 15. 10. 2010 (2006: Šance pro Kroměříž)
MUDr. Jan Brožík 2. 11. 2002 – 20. 10. 2006 (2002: ČSSD)
Mgr. Martin Bsonek 11. 10. 2014 – 5. 10. 2018, od 24. 9. 2022 (2014,2022: ANO 2011)
Jana Buchtíková 19. 11. 1994 – 13. 11. 1998 (1994: KSČM)
PhDr. Zdeněk Coufal 19. 11. 1994 – 15. 10. 2010 (1994-2006: KSČM)
Ing. Jiří Čermák 24. 11. 1990 – 1. 11. 2002 (1990: ČSL, 1994-1998: KDU-ČSL)
MUDr. Jarmila Číhalová 2. 11. 2002 – 5. 10. 2018 (2002: US-DEU, 2006: Šance pro Kroměříž, 2010-2014: Volba Pro Kroměříž)
MUDr. Ondřej Debef 24. 11. 1990 – 10. 10. 2014 (1990: OF, 1994-2010: KDU-ČSL)
Ing. Zdeňka Dokoupilová 21. 10. 2006 – 5. 10. 2018 (2006: SZ, 2010-2014: Zdravé Kroměřížsko)
MUDr. Marie Dolečková 14. 11. 1998 – 1. 11. 2002 (1998: KDU-ČSL)
MUDr. Helena Drobiszová 24. 11. 1990 – 18. 11. 1994 (1990: OF)
Mgr. Kamila Dudová 11. 10. 2014 – 2017 (2014: KSČM)
Ing. Petr Dvořáček 24. 11. 1990 – 13. 11. 1998, 2. 11. 2002 – 20. 10. 2006 (1990: OF, 1994,2002: ODS)
Dvořák Václav 24. 11. 1990 – 18. 11. 1994 (1990: Moravskoslezský demokratický blok)
Mgr. Jitka Dvořáková 24. 11. 1990 – 10. 10. 2014 (1990: OF, 1994-2010: ODS)
Mgr. Petra Fečková 11. 10. 2014 – 27. 4. 2023 (2014: ANO 2011, 2018: Nezávislí, 2022: Jaroslav Němec – Nezávislí)
Mgr. Sabina Foltýnová od 24. 9. 2022 (2022: SPD)
MUDr. Lumír Francek 6. 10. 2018 – 23. 9. 2022 (2018: Občanští demokraté a nezávislé osobnosti)
Mgr. Miroslav Fritz 1995 – 1. 11. 2002 (1994-1998: ČSSD)
MUDr. Karel Gern od 6. 10. 2018 (2018-2022: ANO 2011)
Ing. Petr Hajný 11. 10. 2014 – 5. 10. 2018 (2014: ANO 2011)
Ing. Jan Hašek 6. 10. 2018 – 23. 9. 2022 (2018: ANO 2011)
Mgr. Josef Havela od 24. 9. 2022 (2022: OK občané Kroměříže)
Mgr. Bc. Jan Hebnar, MBA od 24. 9. 2022 (2022: ODS)
Mgr. Daniela Hebnarová od 21. 10. 2006 (2006-2014: ODS, 2018: Občanští demokraté a nezávislé osobnosti, 2022: ODS)
Mgr. Bc. Karel Holík, BA, MBA od 16. 10. 2010 (2010-2018: ČSSD, 2022: ČSSD a nezávislé osobnosti)
MUDr. Pavel Hrňa 19. 11. 1994 – 13. 11. 1998 (1994: Koalice MSH, MNS)
Jana Chaloupková 24. 11. 1990 – 18. 11. 1994 (1990: ČSL)
PhDr. Viktor Chrást 24. 11. 1990 – 13. 11. 1998 (1990: KSČ, 1994: KSČM)
MVDr. Karel Chvátal 21. 10. 2006 – 10. 10. 2014, 6. 10. 2018 – 23. 9. 2022 (2006-2010: ODS, 2018: Občanští demokraté a nezávislé osobnosti)
Ing. Jiří Jachan 24. 11. 1990 – 15. 10. 2010 (1990: OF, 1994-2006: ODS)
Ing. Milan Jachan 24. 11. 1990 – 1990 (1990: ČSL)
Mgr. Bohuslav Janáč 14. 11. 1998 – 20. 10. 2006 (1998-2002: KSČM)
PhDr. Jana Janoušková od 6. 10. 2018 (2018: Nezávislí, 2022: Jaroslav Němec – Nezávislí)
Bc. Libor Kalousek 11. 10. 2014 – 5. 10. 2018 (2014: ANO 2011)
Jiří Kašík od 11. 10. 2014 (2014: Koalice KDU-ČSL, ZVUK 12 a nezávislí, 2018: KDU-ČSL, ZVUK 12 a nezávislí, 2002: OK občané Kroměříže)
PhDr. Šárka Kašpárková 21. 10. 2006 – 5. 10. 2018, od 24. 9. 2022 (2006: Šance pro Kroměříž, 2010-2014: Volba pro Kroměříž, 2022: Zdravé Kroměřížsko)
RSDr. Vladimír Kenša 14. 11. 1998 – 5. 10. 2018 (1998-2014: KSČM)
Ing. Věra Knapková, BA 16. 10. 2010 – 10. 10. 2014 (2010: ODS)
Ing. Petr Komínek 6. 10. 2018 – 23. 9. 2022, od 27. 4. 2023 (2018: Nezávislí, 2022: Jaroslav Němec - Nezávislí)
Ing. Jiří Kopačka 19. 11. 1994 – 13. 11. 1998 (1994: Koalice SPR-RSČ, SDČR)
Ing. Michal Kostka 6. 10. 2018 – 23. 9. 2022 (2018: KSČM)
MUDr. Bc. Jiří Krejčíř od 24. 9. 2022 (2022: PRO)
Vratislav Krejčíř od 6. 10. 2018 (2018-2022: Piráti)
MUDr. Richard Kreml od 16. 10. 2010 (2010-2022: Zdravé Kroměřížsko)
Ing. Petr Krist 24. 11. 1990 – 18. 11. 1994 (1990: OF)
Ing. Stanislav Krupa 24. 11. 1990 – 18. 11. 1994 (1990: OF)
RSDr. Vladimír Křemeček 14. 11. 1998 – 10. 10. 2014 (1998-2010: KSČM)
Mgr. Jiří Kubáček 2. 11. 2002 – 15. 10. 2010 (2002-2006: KDU-ČSL)
MUDr. Miloš Kucián 6. 10. 2018 – 23. 9. 2022 (2018: Zdravé Kroměřížsko)
Ing. Petr Kvapilík 24. 11. 1990 – 18. 11. 1994 (1990: ČSL)
MUDr. Zdeněk Lajkep 19. 11. 1994 – 1995 (1994: ČSSD)
MUDr. Zdeněk Lžičař 24. 11. 1990 – 20. 10. 2006 (1990: OF, 1994-2002: ODS)
Mgr. Miloš Malý 21. 10. 2006 – 10. 10. 2014 (2006-2010: ČSSD)
Vlastimil Mencl 24. 11. 1990 – 18. 11. 1994 (1990: KSČ)
MUDr. Lenka Mergenthalová 16. 10. 2010 – 10. 10. 2014 (2010: TOP 09-Kroměříž perspektivně)
MUDr. Iva Michalcová 19. 11. 1994 – 13. 11. 1998 (1994: KDU-ČSL)
MUDr. Vladimír Mikula, Csc. 1990 – 13. 11. 1998 (1990: ČSL, 1994: KDU-ČSL)
PhDr. Pavel Motyčka, Ph.D. od 16. 10. 2010 (2010: KDU-ČSL, 2014: Koalice KDU-ČSL, ZVUK 12 a nezávislí, 2018: KDU-ČSL, ZVUK 12 a nezávislí, 2022: KDU-ČSL a nezávislí)
Pavel Mozga 19. 11. 1994 – 13. 11. 1998 (1994: Koalice SPR-RSČ, SDČR)
Mgr. Dalibor Mráz 6. 10. 2018 – 23. 9. 2022 (2018: ANO 2011)
Anna Mrhálková 1992 – 18. 11. 1994 (1990: Moravskoslezský demokratický blok)
Miloslav Mucha 19. 11. 1994 – 1. 11. 2002, 21. 10. 2006 – 15. 10. 2010 (1994: LSNS, 1998: ODS, 2006: Šance pro Kroměříž)
Mgr. Jaroslav Němec od 11. 10. 2014 (2014: ANO 2011, 2018: Nezávislí, 2022: Jaroslav Němec – Nezávislí)
MUDr. RNDr. Pavel Neshyba, Csc. 14. 11. 1998 – 20. 10. 2006 (1998: US, 2002: US-DEU)
Ing. Dušan Netopil 1990 – 18. 11. 1994 (1990: OF)
Karel Nohejl 14. 11. 1998 – 1. 11. 2002 (1998: Nezávislí)
Mgr. Miloslava Nosková 14. 11. 1998 – 1. 11. 2002, 21. 10. 2006 – 10. 10. 2014 (1998,2006-2010: ČSSD)
MUDr. Jaroslav Novák 16. 10. 2010 – 10. 10. 2014, 6. 10. 2018 – 23. 9. 2022 (2010: TOP 09-Kroměříž perspektivně, 2018: Nezávislí)
MVDr. Michal Novák 21. 10. 2006 – 15. 10. 2010 (2006: Šance pro Kroměříž)
MUDr. Eva Nováková 14. 11. 1998 – 1. 11. 2002 (1998: KDU-ČSL)
Ing. Věra Nováková 2. 11. 2002 – 20. 10. 2006, 16. 10. 2010 – 10. 10. 2014 (2002,2010: ČSSD)
František Odstrčilík 24. 11. 1990 – 1990 (1990: Moravskoslezský demokratický blok)
Mgr. Tomáš Opatrný od 19. 12. 2017 (2014-2022: ANO 2011)
Ing. Aleš Opravil 19. 11. 1994 – 13. 11. 1998 (1994: ODS)
Ing. Esma Opravilová 2. 11. 2002 – 20. 10. 2006, 16. 10. 2010 – 10. 10. 2014 (2002,2010: KSČM)
Miroslava Palichová 24. 11. 1990 – 18. 11. 1994 (1990: Moravskoslezský demokratický blok)
Mgr. Josef Palíšek od 24. 9. 2022 (2022: PRO)
MUDr. Jiří Pavlík 24. 11. 1990 – 1990 (1990: OF)
Mgr. Vít Peštuka 6. 10. 2018 – 23. 9. 2022 (2018: Zdravé Kroměřížsko)
Mgr. Miroslav Pilát 2. 11. 2002 – 2002 (2002: KDU-ČSL)
Mgr. Lea Piskovská 16. 10. 2010 – 10. 10. 2014 (2010: VV)
MUDr. Zdeněk Pištělka 24. 11. 1990 – 18. 11. 1994 (1990: Moravskoslezský demokratický blok)
Pavel Polišenský 24. 11. 1990 – 18. 11. 1994 (1990: KSČ)
MVDr. Ivan Popelka 14. 11. 1998 – 20. 10. 2006, 11. 10. 2014 – 5. 10. 2018 (1998-2002,2014: ODS)
RSDr. Jaroslav Procházka 2017 – 5. 10. 2018 (2014: KSČM)
Ing. Jan Pšeja od 24. 9. 2022 (2022: ANO 2011)
Zdeněk Řezáč 19. 11. 1994 – 13. 11. 1998 (1994: ODS)
Mgr. Petr Sedláček 19. 11. 1994 – 15. 10. 2010 (1994-2006: ODS)
MUDr. Martin Sedlák 19. 11. 1994 – 13. 11. 1998 (1994: ODA)
MUDr. Olga Sehnalová od 14. 11. 1998 (1998-2018: ČSSD, 2022: ČSSD a nezávislé osobnosti)
Ing. Olga Sehnalová 19. 11. 1994 – 13. 11. 1998, 2. 11. 2002 – 15. 10. 2010 (1994,2002-2006: ČSSD)
Ing. Jan Slanina 21. 10. 2006 – 15. 10. 2010, 11. 10. 2014 – 5. 10. 2018 (2006,2014: ČSSD)
Mgr. Jarmila Slováková od 6. 10. 2018 (2018-2022: ANO 2011)
MUDr. Yvonna Smělíková 6. 10. 2018 – 23. 9. 2022 (2018: Zdravé Kroměřížsko)
JUDr. Karel Smíšek 2. 11. 2002 – 5. 10. 2018 (2002-2010: KDU-ČSL, 2014: Koalice KDU-ČSL, ZVUK 12 a nezávislí)
Jaroslav Stojaník 11. 10. 2014 – 5. 10. 2018 (2014: ODS)
Petr Stoklasa od 6. 10. 2018 (2018-2022: Piráti)
Jaromír Sum 24. 11. 1990 – 18. 11. 1994 (1990: OF)
Michal Sum 21. 10. 2006 – 15. 10. 2010 (2006: Šance pro Kroměříž)
MVDr. Lubomír Ševčík 24. 11. 1990 – 18. 11. 1994 (1990: KSČ)
Luděk Ševčík 14. 11. 1998 – 1. 11. 2002 (1998: ČSSD)
Lubomír Šimůnek 2. 11. 2002 – 20. 10. 2006 (2002: ODS)
Ing. Blanka Šimůnková od 16. 10. 2010 (2010-2014: ODS, 2018: KDU-ČSL, ZVUK 12 a nezávislí, 2022: KDU-ČSL a nezávislí)
Marek Šindler 1990 – 1. 11. 2002, 21. 10. 2006 – 5. 10. 2018 (1990: Moravskoslezský demokratický blok, 1994-1998,2006-2014: ČSSD)
MUDr. Tomáš Šindler 14. 11. 1998 – 1. 11. 2002 (1998: US)
MUDr. Arnošt Škrabal 21. 10. 2006 – 10. 10. 2014 (2006: SZ, 2010: Zdravé Kroměřížsko)
MUDr. Vojtěch Škrabal 11. 10. 2014 – 5. 10. 2018 (2014: Koalice KDU-ČSL, ZVUK 12 a nezávislí)
Bohumil Štěrba 24. 11. 1990 – 18. 11. 1994 (1990: Moravskoslezský demokratický blok)
MUDr. Zdeněk Šula 19. 11. 1994 – 13. 11. 1998 (1994: KDU-ČSL)
Ing. Ivan Todavčič 19. 11. 1994 – 13. 11. 1998 (1994: KSČM)
MUDr. Tomáš Třasoň od 11. 10. 2014 (2014: ANO 2011, 2018: Nezávislí, 2022: Jaroslav Němec – Nezávislí)
Ing. Václav Třeštík 24. 11. 1990 – 18. 11. 1994 (1990: Moravskoslezský demokratický blok)
Jana Valerová 14. 11. 1998 – 20. 10. 2006 (1998-2002: KDU-ČSL)
Ing. Jan Videman 2002 – 20. 10. 2006 (2002: KDU-ČSL)
PaedDr. Jan Vojáček 24. 11. 1990 – 1992 (1990: Moravskoslezský demokratický blok)
Mgr. Radek Vondráček 11. 10. 2014 – 19. 12. 2017, od 24. 9. 2022 (2014,2022: ANO 2011)
Mgr. Vladimíra Vondráčková od 24. 9. 2022 (2022: ANO 2011)
MUDr. Petr Vrbecký 24. 11. 1990 – 18. 11. 1994 (1990: OF)
Rudolf Vykydal 14. 11. 1998 – 20. 10. 2006 (1998-2002: ČSSD)
Ing. Filip Zubík 11. 10. 2014 – 5. 10. 2018 (2014: ODS)
MUDr. Helena Žáková 24. 11. 1990 – 13. 11. 1998 (1990: KSČ, 1994: KSČM)
Ing. Jan Žárský 14. 11. 1998 – 10. 10. 2014 (1998-2006: ODS, 2010: Volba pro Kroměříž)
Ing. Vladimír Židlík 24. 11. 1990 – 18. 11. 1994 (1990: Moravskoslezský demokratický blok)